# Maol Seachlainn mac Domnaill Ó Domhnaill
Maol Seachlainn mac Domnaill Ó Domhnaill (mort en 1247) est le 3e O'Donnell ou Ua Domhnaill du  clan, et roi de  Tyrconnell en Irlande  de  1241 à 1247.

## Famille
Maol Seachlainn Ó Domhnaill est le fils ainé et successeur de Domnall Mór mac Éicnecháin Ó Domhnaill,,
 qui avait épousé Lasairfhíona, fille de Cathal Crobderg Ua Conchobair le roi de Connacht et avait deux frères: Gofraidh (mort en 1258) et Domhnall Óc (mort en 1281).

## Règne
En 1245, Maol Seachlainn ravage le Nord-Connacht. L’année suivante, Maurice FitzGerald (2e seigneur d'Offaly)  envahit le Tír Chonaill, prend des otages et édifie pour consolider sa conquête le  château de Sligo. Plus tard dans l'année Maol Seachlainn contre-attaque et Maurice, exécute ses otages en représailles.
En 1247, Fitz Gerald envahit de nouveau le  Tír Chonaill, et rencontre à  Ballyshannon les forces combinées du  Cenél Conaill et du Cenel Éoghain. Lorsque Cormac Ó Conchobhair l'allié des anglais, traverse l'Erne à gué et est surprend par derrière les forces des alliés irlandais,  Maol Seachlainn est tué lors de ce combat connu sous le nom de Bataille de Ballyshannon (en),,
À la suite de la mort de  Maol Seachlainn, Fitz Gerald investi Ruaidhrí Ó Cannanáin comme roi du Tír Chonaill. Ce dernier est toutefois déposé et tué dès 1248 par Gofraidh ou Gofraid le frère cadet de  Maol Seachlainn.
Maol Seachlainn est le héros d'une élégie contemporaine composée par Giolla Brighde Mac Con Midhe (en) (mort en 1272),.

## Notées et références
- (en) Cet article est partiellement ou en totalité issu de l’article de Wikipédia en anglais intitulé « Maol Seachlainn Ó Domhnaill » (voir la liste des auteurs).

1. ↑  Moody, Martin et Byrne 2011, Ó Donnels of Tyrconnel l: Ó Domhaill Kings of Tir Conaill and Earls of Tyrconnell, c.1201-1608, p. 214.
2. ↑  Moody, Martin et Byrne 2011, Ó Donnels of Tyrconnel l: Ó Domhaill Kings of Tir Conaill and Earls of Tyrconnell, c.1201-1608 Genealogical Table n°18, p. 145.
3. 1 2  Simms 2001, tab. ii, p. 14.
4. 1 2  McKenna 1946, p. 371.
5. ↑  Ó hUiginn 2016, p. 112.
6. ↑  Ó hUiginn 2016, p. 112-113.
7. 1 2 3  Ó hUiginn 2016, p. 113.
8. ↑  Orpen 1915, p. 280.
9. ↑  Ó hUiginn 2016, p. 114.
10. ↑  McKenna 1946.

### Source primaire
- Modèle:Aerticle.

### Sources secondaires
- (en) Goddard Henry Orpen, « The Normans in Tirowen and Tirconnell », The Journal of the Royal Society of Antiquaries of Irelan, vol. 5, no 4,‎ 1915, p. 275–288 (ISSN 0035-9106, JSTOR 25514431)
- (en) R. Ó hUiginn, Ollam: A Festschrift for Tomás Ó Cathasaigh, Lanham, MD, Rowman & Littlefield Publishing Group, 2016, 101–115 p. (ISBN 978-1-61147-834-1), « Annals, Histories, and Stories: Some Thirteenth-Century Entries in the Annals of the Four Masters ».
- (en) K. Simms, « The Clan Murtagh O'Conors », Journal of the Galway Archaeological and Historical Society, vol. 53,‎ 2001, p. 1–22 (ISSN 0332-415X, JSTOR 25535718).
- (en) T.W Moody, F.X. Martin et F.J. Byrne, A New History of Ireland IX Maps, Genealogies, Lists. A companion to Irish History part II, Oxford, Oxford University Press, 2011, 690 p. (ISBN 978-0-19-959306-4).